# Furkan Aldemir
Furkan Aldemir  (Konak,Esmirna, Turquia 9 de agosto de 1991) é um basquetebolista profissional turco que teve o Darüşşafaka como seu último clube. O atleta mede 2,08m e pesa 109kg atuando na posição ala-pivô e se necessário como pivô. Aldemir foi selecionado como 53ª escolha na segunda rodada do Draft da NBA de 2012 pelos Los Angeles Clippers.

## Carreira profissional

### Turquia
Aldemir estreou como profissinal na Basketbol Süper Ligi  jogando pelo Karşıyaka durante a temporada 2007-08. Em junho de 2011 assinou contrato de quatro anos com o rival istambulita do Galatasaray. Em maio de 2014, ele assinou um novo contrato de três anos de lucro líquido de € 3,9 milhões com o Galatasaray. Em 24 de novembro de 2014, Aldemir anunciou através de sua conta no Facebook sua decisão de deixar o Galatasaray para disputar um contrato na NBA. O contrato com os leões foi encerrado oficialmente em 01 de dezembro de 2014.

### NBA

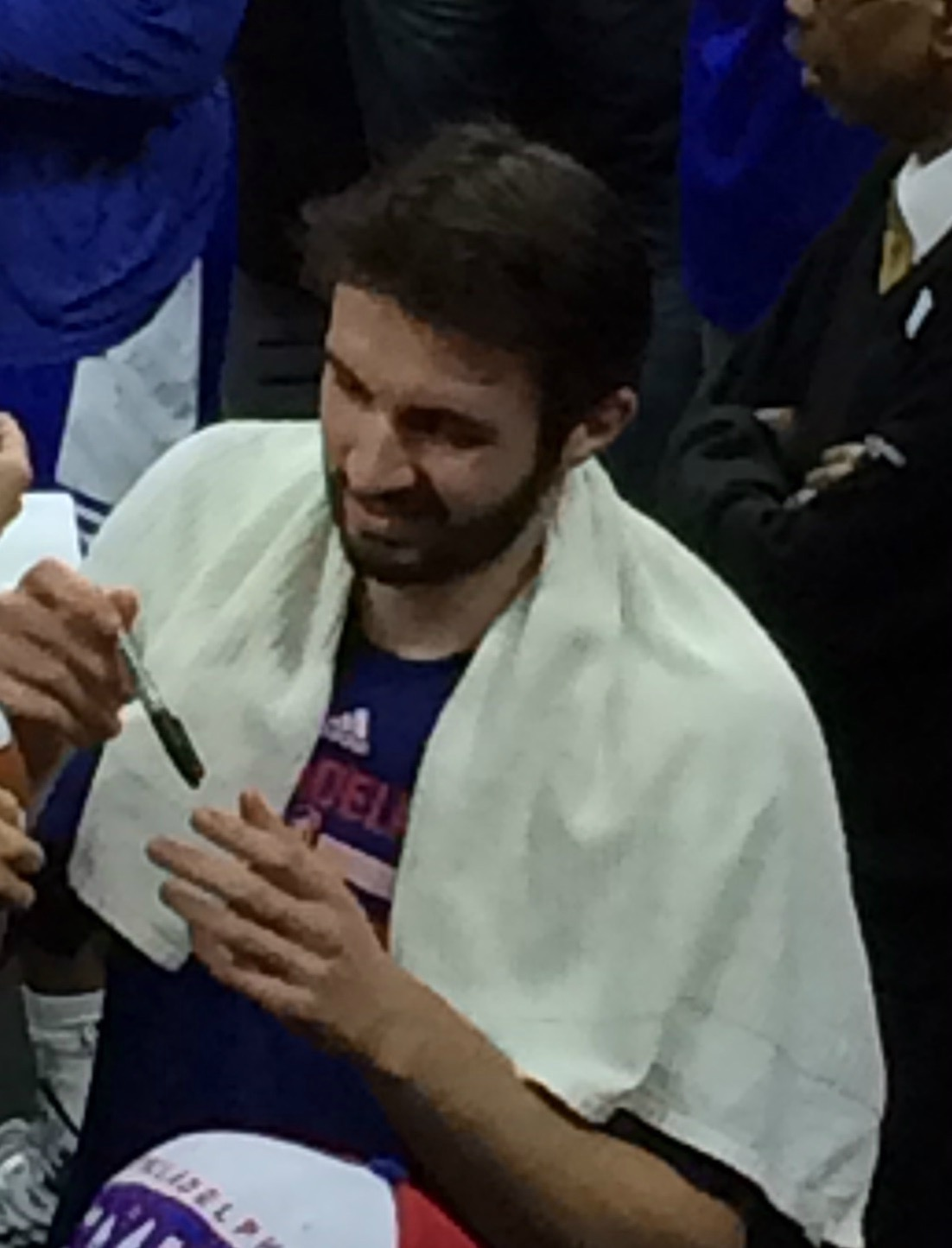
Aldemir quando jogador dos 76ers

Durante o Draft da NBA de 2012, Aldemir foi escolhido pelos Los Angeles Clippers como a 53ª escolha geral, entrando subsequentemente em uma negociação envolvendo quatro equipes, quando foi negociado ao Houston Rockets, Dallas Mavericks negociou Lamar Odom com os Clippers e Shan Foster com o Utah Jazz, os Rockets repassaram valores em dinheiro aos Mavericks. Os Clippers repassaram aos Jazz Mo Williams e por fim os Jazz passaram os Mavericks o sérvio Tadija Dragićević.
Finalmente os Rockets o trocaram com Royce White e Aldemir assinou em 15 de dezembro de 2014. Sua estreia na NBA se deu diante do Boston Celtics anotando 2 pontos, 2 rebotes e uma assistência na derrota por 105–87. Em 26 de outubro de 2015 o atleta foi dispensado pelos 76ers juntamente com outros quatro jogadores (Scottie Wilbekin, Pierre Jackson, J. P. Tokoto e Jordan McRae).

### Retorno à Europa
Em 7 novembro de 2015 Aldemir assinou contrato com duração de quatro anos com o Darüşşafaka.

## Títulos e honrarias

### Títulos com clube
Galatasaray
- Liga Turca
  - Campeão 1x:2011
- Copa do Presidente
  - Campeão 1x:2011

Darüşşafaka
- EuroCopa
  - Campeão 1x:2017-18

### Títulos pessoais
- 3x All Star BSL (2010, 2012 e 2016)